# Древогубец круглолистный
Древогу́бец круглоли́стный, или краснопузырник круглолистный, или (лат. Celastrus orbiculatus) — вид деревянистых лиан из рода Древогубец семейства Бересклетовые. Растение распространено на Дальнем Востоке.

## Распространение и экология
Распространён на Корейском полуострове и Японии. В России встречается в Приморском крае. Одни авторы указывают, что древогубец круглолистный редко встречается на Сахалине, другие опровергают это.
Распространён в узкой полосе морского побережья на песчано-галечниковых отложениях, по скалам и каменистым склонам. Вне береговой полосы древогубец круглолистный встречается только по долинам рек.

## Ботаническое описание

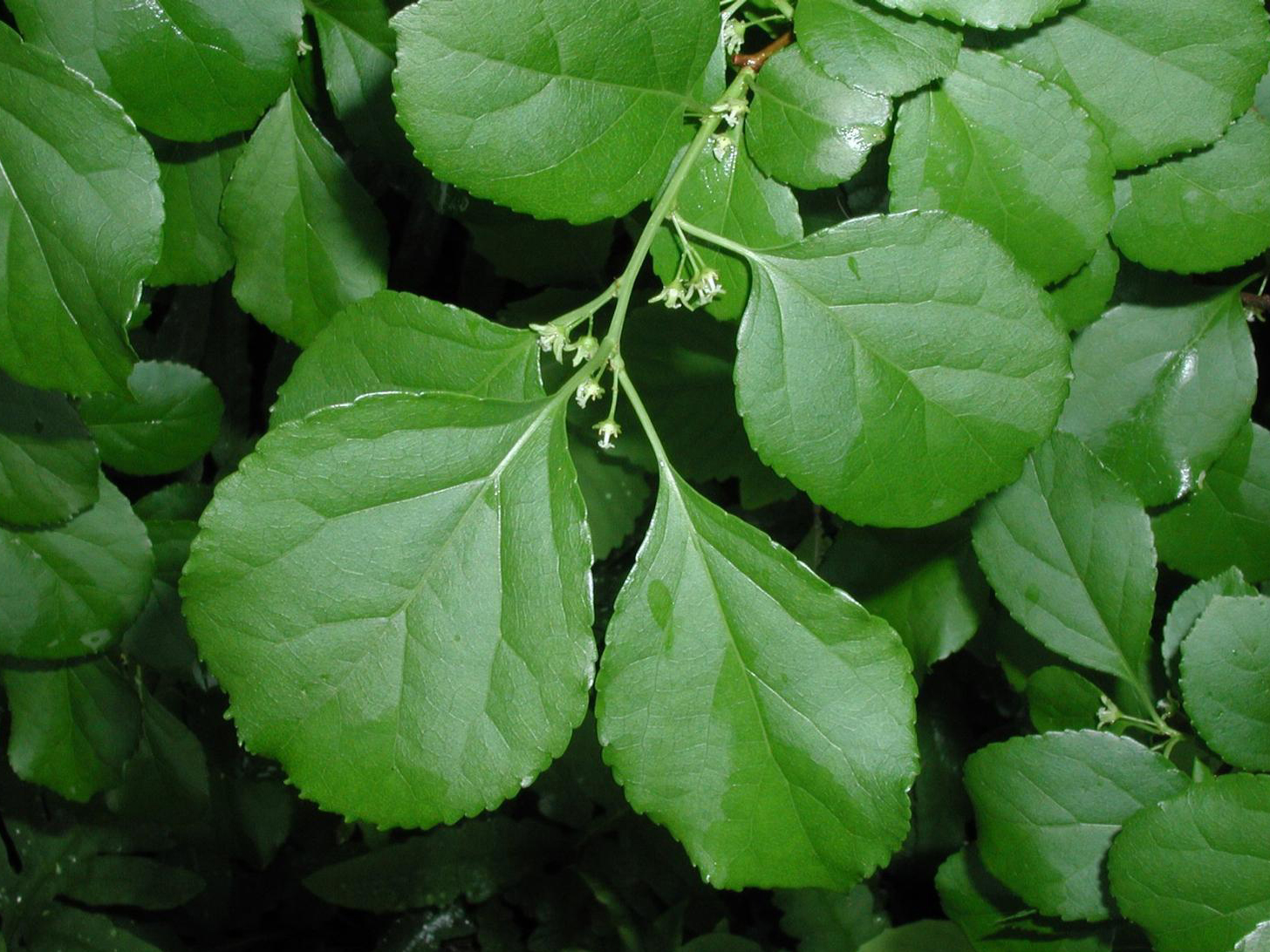
Цветущее растение

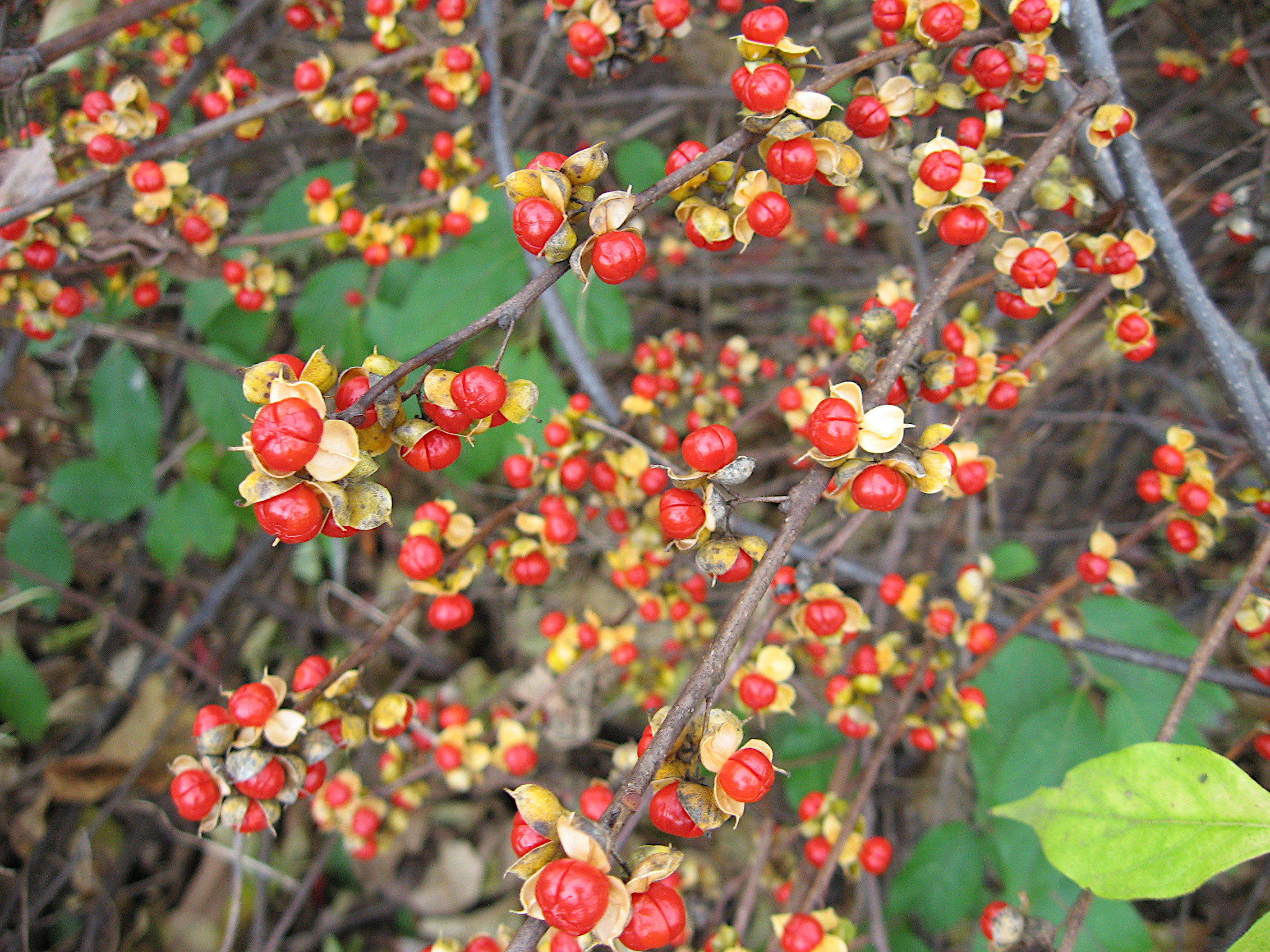
Ветви с плодами

Древогубец круглолистный — вьющаяся быстрорастущая деревянистая листопадная лиана высотой до 10—15 метров, сильно ветвящаяся в верхней части кроны.
Молодые побеги зеленые, позднее кора становится буровато-коричневой с продольными трещинами. На старых стеблях кора серая.
Листья округло-эллиптические, гладкие, плотные. Зелёная весенняя и летняя окраска осенью сменяется на лимонно-жёлтую, реже оранжевую. Начало распускания листьев — середина мая, массовый листопад — начало ноября.
Цветки мелкие, зеленоватые, располагаются в пазухах листьев. Цветение в июне-июле, продолжительность цветения — около 8 дней. Цветёт начиная с возраста 5 лет.
Плоды 4-6 мм в диаметре, ярко-жёлтые коробочки с розово-красными семенами, созревают в сентябре.
По листьям и стеблям этот вид напоминает актинидию острую.
Размножается хорошо корневой порослью, которую дает в изобилии.

## Значение и применение
Древогубец круглолистный культивируется как декоративное растение. Помимо прочего, растение используется для создания живых изгородей, в том числе для декоративного оформления заборов, различных хозяйственных построек.
Древесина твёрдая, желтовато-белая, с коричневым ядром.
В культуре с 1860 года.